# Sell Out
Sell Out je slovenska ska-reggae-punk-rock skupina iz Kočevja, ki je začela delovati leta 2001.
Njeni čisti začetki sicer segajo v leto 1997, ko so se prvi štirje člani združili pod imenom No Comment in začeli preigravati punk. Že naslednje leto so v prostorih za vaje posneli prve pesmi, 1999 pa so začeli sodelovati s producentom Žaretom Pakom iz studia Kif Kif. 2001 je bila dodana pihalna sekcija, nato še klaviature in tolkala, poleg punka so začeli igrati tudi ska in reggae (oz. mešanico vseh treh), zasedba pa se je preimenovala v Sell Out. 2005 so posneli nove pesmi, ki pa v tej različici niso nikoli uzrle luči sveta, saj so bile za album zaradi kadrovskih sprememb ponovno posnete. Decembra 2011 so praznovali desetletnico delovanja, ki so jo proslavili s koncertom z gosti (23. 12.) v Športni dvorani Kočevje in izdajo (dvojnega) albumskega prvenca The Best of Sell Out 2001–2011. Na njem je izšel tako material iz(pred) leta 2005, ki so ga posneli na novo (prvi cede), kot tudi komadi, ki so nastali v obdobju 2005−2011 (drugi cede).
Njihove pesmi so bile tri leta zapored uvrščene na kompilacijo glasbe kočevskih izvajalcev Kočevje špila, ki jo izdaja Društvo kočevskih glasbenikov: 2012 »Kaj naj naredim«, 2013 »Pir« in 2014 »Popoln dan«. Za album Tribute to Pridigarji − Pridigarji XXV, ki je izšel ob 25-letnici delovanja Pridigarjev, so prispevali priredbo njihove pesmi »Zombi v katakombi«. Za slednjo so posneli tudi videospot, za katerega so prejeli zlato nagrado MTV Video Play (za več kot 200 predvajanj na MTV Adrii).
Nastopili so na številnih večjih glasbenih festivalih (npr. Schengenfest 2010 in 2015, Colapis Rock Fest 2011, Punk Rock Holiday 1.2 in 2014, Piše se leto 2012, Overjam 2013, Orto fest 2014, Pivo in cvetje 2014, Urbano dejanje 2015). 2013 so zaigrali na odru Vala 202 na evropskem prvenstvu v košarki v ljubljanskih Stožicah. Bili so gostje ali pa predskupina na koncertih Less Than Jake (2008, Gala Hala), Go Betty Go (2008, Orto bar), Hladnega piva (2011, Monvi Rock Summer), Elvis Jackson (2011, Oktober je dober; 2015, Kino Šiška), S.A.R.S., Prifarskih muzikantov (2013, Cankarjev dom), Manuja Chaa (2015, Koper).
Z »Ni panike« so sodelovali na EMI 2017, v finalu katere so zasedli 6. mesto.

### Zasedba
Skupina šteje 9 standardnih članov, občasno pa še klaviaturista in tolkalca.
- Rok Černe – vokal
- Kristjan Kožuh – 1. kitara (spremljevalni vokal)
- Uroš Obranovič – 2. kitara (spremljevalni vokal)
- Igor Rančigaj – bas
- Duško Kranjc – bobni
- Miha Krkovič – trobenta
- Kristjan Jesih – trobenta
- Marko Stijepić – saksofon
- Maks Vovk – saksofon
- Miha Gorše – klaviature
- različni tolkalci

Nekdanji/občasni člani: Dorian Granda (bobni), Dejan Štrukelj (tolkala)

### Diskografija
Singli
- 2008: Huanita – posneto v dekanskem studiu Jork
- 2010: Samota[21] – videospot leta 2013[22]
- 2012: Kaj naj naredim
- 2013: Zombi v katakombi
- 2014: Pir – priredba pesmi Beer skupine Reel Big Fish
- 2015: Popoln dan[23]
- 2017: Ni panike – EMA 2017

Albumi
- 2011: The Best of Sell Out 2001−2011[24]

| CD 1 | CD 2 | Zasedba |
| --- | --- | --- |
| 1. Tvoje besede 2. ITAS 3. Kopalnico ima 4. Včasih 5. Spring 6. Ona bi 7. Ljubljančanke 8. Park je naš 9. Stop Playing 10. B.V.G. 11. BrBrBr 12. Revolutionary | 1. Samota 2. Secret Life 3. Huanita 4. You Know 5. We Will See 6. Wake Up 7. Cheater 8. Kaj naj naredim? 9. Sunny Day 10. Čas je 11. ITAS (revamped) 12. B-Pop | - Rok Černe – vokal - Dorian Granda – bobni - Kristjan Kožuh – kitara - Uroš Obranovič – kitara - Igor Rančigaj – bas kitara - Marko Stijepič – tenor saksofon - Miha Krkovič – trobenta - Miha Gorše – klaviature - Dejan Štrukelj – tolkala |

Na kompilacijah
- Kočevje špila 2012: »Kaj naj naredim«
- Kočevje špila 2013: »Pir«
- Tribute to Pridigarji − Pridigarji XXV (2013): »Zombi v katakombi«[25]
- Kočevje špila 2014: »Popoln dan«